# Hoquei sobre gel als Jocs Olímpics d'hivern de 2006
Als Jocs Olímpics d'Hivern de 2006 celebrats a la ciutat de Torí (Itàlia) es disputaren dues proves d'hoquei sobre gel, una en categoria masculina i una altra en categoria femenina. La competició tingué lloc entre els dies 11 i 26 de febrer de 2006 a les instal·lacions Torino Palasport Olimpico i el Torino Esposizioni. Hi participaren un total de 442 jugadors, entre ells 282 homes i 160 dones, de 12 comitès nacionals diferents.

## Resum de medalles

### Categoria masculina
| Prova         | Or | Argent | Bronze |
| Homes detalls | SuèciaChristian Bäckman · Niclas Hävelid · Kenny Jönsson · Niklas Kronwall · Nicklas Lidström · Mattias Öhlund · Ronnie Sundin · Daniel Tjärnqvist · Daniel Alfredsson · Per Johan Axelsson · Peter Forsberg · Mika Hannula · Tomas Holmström · Jörgen Jönsson · Fredrik Modin · Samuel Påhlsson · Mikael Samuelsson · Daniel Sedin · Henrik Sedin · Mats Sundin · Henrik Zetterberg · Stefan Liv · Henrik Lundqvist · Mikael Tellqvist | FinlàndiaAki-Petteri Berg · Lasse Kukkonen · Toni Lydman · Antti-Jussi Niemi · Petteri Nummelin · Teppo Numminen · Sami Salo · Kimmo Timonen · Niklas Hagman · Jukka Hentunen · Olli Jokinen · Jussi Jokinen · Niko Kapanen · Saku Koivu · Mikko Koivu · Antti Laaksonen · Jere Lehtinen · Ville Nieminen · Ville Peltonen · Jarkko Ruutu · Teemu Selänne · Niklas Bäckström · Antero Niittymäki · Fredrik Norrena | TxèquiaFrantišek Kaberle · Tomáš Kaberle · Filip Kuba · Pavel Kubina · Marek Malík · Jaroslav Špaček · Marek Židlický · Jan Bulis · Petr Čajánek · Patrik Eliáš · Martin Erat · Milan Hejduk · Aleš Hemský · Jaromír Jágr · Aleš Kotalík · Robert Lang · Rostislav Olesz · Václav Prospal · Martin Ručínský · Martin Straka · David Výborný · Dominik Hašek · Milan Hnilička · Dušan Salfický · Tomáš Vokoun |

### Categoria femenina
| Prova         | Or | Argent | Bronze |
| Dones detalls | Canadà Becky Kellar · Colleen Sostorics · Charline Labonté · Cherie Piper · Cheryl Pounder · Caroline Ouellette · Danielle Goyette · Jayna Hefford · Jennifer Botterill · Hayley Wickenheiser · Kim St-Pierre · Vicky Sunohara · Cassie Campbell · Gillian Ferrari · Carla MacLeod · Meghan Agosta · Gillian Apps · Gina Kingsbury · Sarah Vaillancourt · Katie Weatherston | Suècia Cecilia Andersson · Gunilla Andersson · Jenni Asserholt · Ann-Louise Edstrand · Joa Elfsberg · Emma Eliasson · Erika Holst · Nanna Jansson · Ylva Lindberg · Jenny Lindqvist · Kristina Lundberg · Kim Martin · Frida Nevalainen · Emilie O'Konor · Maria Rooth · Danijela Rundqvist · Therese Sjölander · Katarina Timglas · Anna Vikman · Pernilla Winberg | Estats Units Pam Dreyer · Chanda Gunn · Courtney Kennedy · Angela Ruggiero · Lyndsay Wall · Helen Resor · Caitlin Cahow · Molly Engstrom · Jamie Hagerman · Krissy Wendell · Kim Insalaco · Jenny Potter · Julie Chu · Kelly Stephens · Kathleen Kauth · Kristin King · Katie King · Natalie Darwitz · Tricia Dunn-Luoma · Sarah Parsons |

## Medaller
| Posició | País         | Or | Argent | Bronze | Total |
| 1       | Suècia       | 1  | 1      | 0      | 2     |
| 2       | Canadà       | 1  | 0      | 0      | 1     |
| 3       | Finlàndia    | 0  | 1      | 0      | 1     |
| 4       | Estats Units | 0  | 0      | 1      | 1     |
| 4       | Txèquia      | 0  | 0      | 1      | 1     |
|         |              |    |        |        |       |
| Total   | Total        | 2  | 2      | 2      | 6     |